# Albiert Tumienow
Albiert Tumienow (ros. Альберт Туменов, ur. 26 grudnia 1991 w Nalczyku) – rosyjski zawodnik mieszanych sztuk walki wagi półśredniej. Od 2017 roku jest zawodnikiem ACA, gdzie w latach 2018-2020 był mistrzem wagi półśredniej. 24 grudnia 2023 roku ponownie wywalczył tytuł mistrzowski ACA w wadze półśredniej. W latach 2014-2016 walczył dla największej organizacji MMA na świecie - UFC. 

## Osiągnięcia

### Mieszane sztuki walki
- 2015: Zawodnik roku w Rosji wg. portalu Fight TV (Russia)
- 2015: Zawodnik roku w Rosji wg. portalu Sportbox.ru[5]
- 2018-2020: Mistrz ACA w wadze półśredniej
- 2023-2025: Mistrz ACA w wadze półśredniej

## Lista zawodowych walk w MMA
| Wynik     | Bilans | Przeciwnik (bilans przed walką)   | Rozstrzygnięcie                                              | Runda | Czas | Rozgrywki                                        | Data       | Miejsce        | Uwagi |
| --------- | ------ | --------------------------------- | ------------------------------------------------------------ | ----- | ---- | ------------------------------------------------ | ---------- | -------------- | --- |
| Przegrana | 25-5   | Abubakar Wagajew (23-4)           | Decyzja (jednogłośna)                                        | 5     | 5:00 | ACA 183                                          | 08.02.2025 | Krasnodar      | Stracił pas mistrzowski ACA w wadze półśredniej. Finał turnieju 2023 ACA Grand Prix w wadze półśredniej. Main Event.                             |
| Wygrana   | 25-4   | Ustarmagomied Gadżydaudow (17-6)  | KO (cios pięścią)                                            | 5     | 4:53 | ACA 168                                          | 24.12.2023 | Moskwa         | Zdobył pas mistrzowski ACA w wadze półśredniej. Półfinał turnieju 2023 ACA Grand Prix w wadze półśredniej. Main Event. Bonus za występ wieczoru. |
| Wygrana   | 24-4   | Altynbek Mamashov (17-3-1)        | Decyzja (jednogłośna)                                        | 3     | 5:00 | ACA 154                                          | 17.03.2023 | Krasnodar      | Ćwierćfinał turnieju 2023 ACA Grand Prix w wadze półśredniej.                                                                                    |
| Wygrana   | 23-4   | Gadzhimurad Khiramagomedov (11-4) | Decyzja (jednogłośna)                                        | 3     | 5:00 | ACA 146                                          | 04.10.2022 | Grozny         | co-Main Event. |
| Wygrana   | 22-4   | Biesłan Uszukow (17-3)            | KO (cios pięścią)                                            | 2     | 3:12 | ACA 102                                          | 29.11.2019 | Ałmaty         | Obronił pas mistrzowski ACA w wadze półśredniej.                                                                                                 |
| Wygrana   | 21-4   | Murad Abdulajew (18-6)            | Decyzja (jednogłośna)                                        | 3     | 5:00 | ACA 95                                           | 27.04.2019 | Moskwa         | Zdobył inauguracyjny pas mistrzowski ACA w wadze półśredniej.                                                                                    |
| Wygrana   | 20-4   | Ciro Rodrigues (22-7)             | TKO (ciosy pięściami)                                        | 3     | 4:48 | ACB 89                                           | 08.09.2018 | Krasnodar      | Zdobył wakujący pas mistrzowski ACB w wadze półśredniej.                                                                                         |
| Wygrana   | 19-4   | Nah-shon Burrell (15-8)           | Decyzja (jednogłośna)                                        | 3     | 5:00 | ACB 80                                           | 16.02.2018 | Krasnodar      | |
| Wygrana   | 18-4   | Ismael de Jesus (15-5-1)          | KO (cios pięścią)                                            | 1     | 0:46 | ACB 61                                           | 20.05.2017 | Petersburg     | Debiut w ACA. |
| Przegrana | 17-4   | Leon Edwards (11-3)               | Poddanie (duszenie zza pleców)                               | 3     | 3:01 | UFC 204: Bisping vs. Henderson 2                 | 08.10.2016 | Manchester     | |
| Przegrana | 17-3   | Gunnar Nelson (14-2-1)            | Poddanie (naciskówka na szczękę)                             | 2     | 3:15 | UFC Fight Night: Overeem vs. Arlovski            | 08.05.2016 | Rotterdam      | |
| Wygrana   | 17-2   | Lorenz Larkin (16-4)              | Decyzja (niejednogłośna)                                     | 3     | 5:00 | UFC 195                                          | 02.01.2016 | Las Vegas      | |
| Wygrana   | 16-2   | Alan Jouban (12-3)                | TKO (wysokie kopnięcia na głowę i ciosy pieściami)           | 1     | 2:55 | UFC 192                                          | 03.10.2015 | Houston        | Bonus za występ wieczoru. |
| Wygrana   | 15-2   | Nico Musoke (13-3-1)              | Decyzja (jednogłośna)                                        | 3     | 5:00 | UFC on Fox: Gustafsson vs. Johnson               | 24.01.2015 | Sztokholm      | |
| Wygrana   | 14-2   | Matt Dwyer (7-1)                  | KO (wysokie kopnięcie na głowę i ciosy pięściami w parterze) | 1     | 1:03 | UFC Fight Night: MacDonald vs. Saffiedine        | 04.10.2014 | Halifax        | |
| Wygrana   | 13-2   | Anthony Lapsley (24-6)            | KO (cios)                                                    | 1     | 3:56 | UFC Fight Night: Brown vs. Silva                 | 10.05.2014 | Cincinnati     | |
| Przegrana | 12-2   | Ildemar Alcântara (19-6)          | Decyzja (niejednogłośna)                                     | 3     | 5:00 | UFC Fight Night: Machida vs. Mousasi             | 15.02.2014 | Jaraguá do Sul | Debiut w UFC. |
| Wygrana   | 12-1   | Yasubey Enomoto (11-4)            | TKO (wysokie kopnięcie okrężne i ciosy pięściami)            | 1     | 3:52 | Fight Nights: Battle of Moscow 13                | 26.10.2013 | Moskwa         | co-Main Event. |
| Wygrana   | 11-1   | Roman Mironenko (5-3)             | TKO (ciosy pięściami)                                        | 1     | 2:43 | Fight Nights — Battle of Moscow 12               | 20.06.2013 | Moskwa         | |
| Wygrana   | 10-1   | Viskhan Amirkhanov (1-0)          | TKO (ciosy pięściami)                                        | 1     | 0:38 | Tech-Krep Fighting Championship — Southern Front | 02.03.2013 | Krasnodar      | |
| Wygrana   | 9-1    | Rasul Shovhalov (5-1)             | TKO (ciosy pięściami)                                        | 1     | 3:38 | MMA South Russian Championship                   | 08.12.2012 | Krasnodar      | |
| Wygrana   | 8-1    | Yuri Kozlov (0-0)                 | TKO (ciosy pięściami)                                        | 1     | 1:39 | MMA South Russian Championship                   | 23.09.2012 | Chabarowsk     | |
| Wygrana   | 7-1    | Ashamaz Kanukoev (0-0)            | KO (ciosy pięściami)                                         | 2     | 2:05 | PRB FCF MMA — Russian Championship               | 24.08.2012 | Nalczyk        | |
| Wygrana   | 6-1    | Islam Dadilov (0-0)               | TKO (ciosy pięściami)                                        | 1     | 2:37 | PRB FCF MMA — Russian Championship               | 08.06.2012 | Gudermes       | |
| Wygrana   | 5-1    | Gazavat Suleymanov (1-1)          | Decyzja (jednogłośna)                                        | 3     | 5:00 | PRB FCF MMA — Russian Championship               | 08.06.2012 | Gudermes       | |
| Przegrana | 4-1    | Murad Abdulajew (5-3)             | Decyzja (jednogłośna)                                        | 2     | 5:00 | FCF — CIS Pro Tournament                         | 15.05.2011 | Nalczyk        | |
| Wygrana   | 4-0    | Gocha Smoyan (1-0)                | Decyzja (niejednogłośna)                                     | 3     | 5:00 | ProFC — Union Nation Cup 12                      | 22.01.2011 | Tbilisi        | |
| Wygrana   | 3-0    | Said Khalilov (12-7)              | Decyzja (jednogłośna)                                        | 2     | 5:00 | ProFC — Union Nation Cup 11                      | 25.12.2010 | Bobrujsk       | |
| Wygrana   | 2-0    | Vahe Tadevosyan (0-2)             | Decyzja (jednogłośna)                                        | 2     | 5:00 | ProFC — Union Nation Cup 9                       | 22.10.2010 | Nalczyk        | |
| Wygrana   | 1-0    | Kadzhik Abadzhyan (1-0)           | TKO (ciosy pięściami)                                        | 1     | 2:02 | ProFC — Union Nation Cup 5                       | 13.02.2010 | Nalczyk        | Debiut w zawodowym MMA. |